# Stilbus gossypii
Stilbus gossypii is een keversoort uit de familie glanzende bloemkevers (Phalacridae). De wetenschappelijke naam van de soort werd in 1912 gepubliceerd door Juan Brèthes.